# Sigalphus irrorator
Sigalphus irrorator är en stekelart som först beskrevs av Fabricius 1775.  Sigalphus irrorator ingår i släktet Sigalphus och familjen bracksteklar. Enligt den finländska rödlistan är arten sårbar i Finland. Arten är reproducerande i Sverige. Artens livsmiljö är parker, gårdsplaner och trädgårdar. Inga underarter finns listade i Catalogue of Life.